# Yves Delacour
Yves Christian Victor Delacour (15. marts 1930 - 14. marts 2014) var en fransk roer, født i Paris.
Delacour vandt en bronzemedalje for Frankrig ved OL 1956 i Melbourne i disciplinen firer uden styrmand. René Guissart, Gaston Mercier og Guy Guillabert udgjorde resten af besætningen. Franskmændene fik bronze efter en finale, hvor Canada vandt guld, mens USA tog sølvmedaljerne. Det var det eneste OL han deltog i.

## OL-medaljer
- 1956:  Bronze i firer uden styrmand